# Rito dell'iniziazione cristiana degli adulti

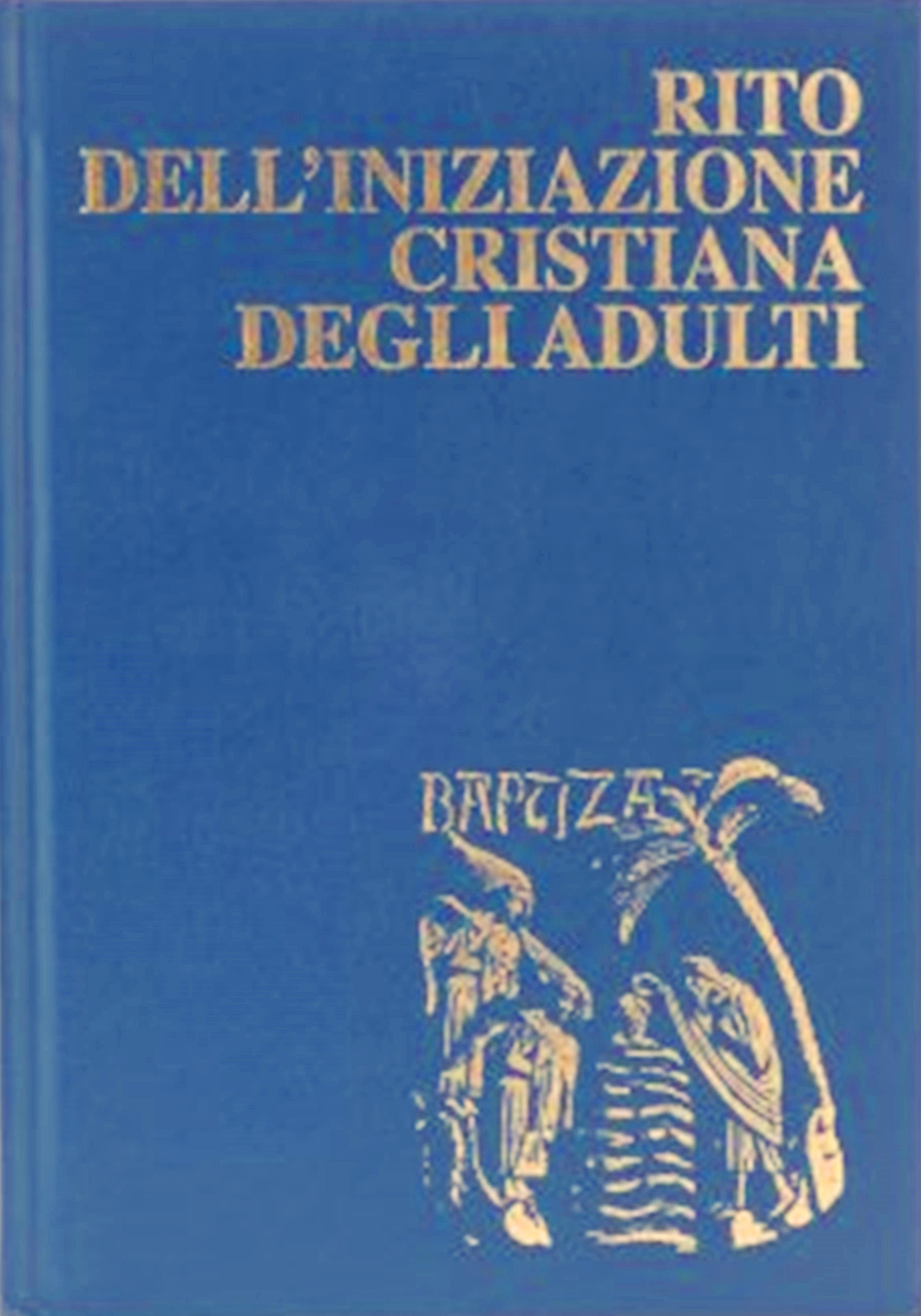
Copertina frontale del Libro del Rito dell'iniziazione cristiana degli adulti

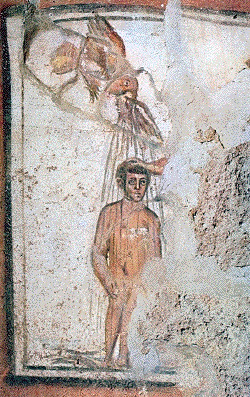
Il battesimo di un adulto, Catacombe di Marcellino e Pietro, Roma. III-IV secolo

Il Rito dell'iniziazione cristiana degli adulti (latino: Ordo initiationis christianae adultorum (abbreviato: RICA) è un testo del Rituale romano per la celebrazione del battesimo degli adulti nella Chiesa cattolica. 
Riformato a norma dei decreti del Concilio Ecumenico Vaticano II fu approvato dal pontefice Paolo VI che ne autorizzò la promulgazione avvenuta con decreto della Sacra Congregazione per il culto divino, il 13 gennaio 1978.